# Jamel Tayech
Jamel Tayech (arabe : جمال طياش) est un joueur puis entraîneur tunisien de football. Il évolue durant sa carrière au poste de gardien de but au sein de la Jeunesse sportive kairouanaise et du Club africain.

## Biographie
Jamel Tayech reçoit deux sélections en équipe de Tunisie lors de l'année 1986.
En janvier 2018, il devient entraîneur des gardiens de la Jeunesse sportive kairouanaise.

## Palmarès
Club africain
- Championnat de Tunisie (1) :
  - Champion : 1990
  - Vice-champion : 1989
- Coupe de Tunisie :
  - Finaliste : 1989